# Font del Toll (Herba-savina)
La Font del Toll és una font del poble d'Herba-savina al municipi de Conca de Dalt, al Pallars Jussà. Antigament pertanyia a l'antic municipi d'Hortoneda de la Conca.
Està situada a 970 m d'altitud, al costat nord del camí que des del camí de Pessonada a Carreu puja fins al poble d'Herba-savina.
És just dessota del poble, que queda aturonat al nord de la font, uns 50 metres més enlairat.